# Ildar Achmadijew
Ildar Achmadijew (ur. 1 marca 2000 w Hisarze) – tadżycki lekkoatletka specjalizujący się w biegach sprinterskich oraz skoku w dal. Z pochodzenia jest Tatarem.
Uczestnik igrzysk olimpijskich w Tokio rozgrywanych w 2021 roku, podczas których odpadł w biegu preeliminacyjnym na 100 metrów. W 2018 roku brał udział mistrzostwach Azji juniorów, zajmując 10. miejsce w konkursie skoku w dal oraz odpadając w eliminacjach biegu na 100 metrów.
Mistrz Tadżykistanu w biegu na 100 metrów, skoku w dal oraz sztafecie 4 × 100 metrów.

## Rezultaty
| Rok  | Impreza                          | Miejsce | Konkurencja   | Pozycja           | Wynik |
| ---- | -------------------------------- | ------- | ------------- | ----------------- | ----- |
| 2018 | Mistrzostwa Azji juniorów        | Gifu    | bieg na 100 m | eliminacje        | 11,36 |
| 2018 | Mistrzostwa Azji juniorów        | Gifu    | skok w dal    | 10. miejsce       | 7,06  |
| 2021 | Igrzyska olimpijskie             | Tokio   | bieg na 100 m | preeliminacje     | 10,66 |
| 2022 | Mistrzostwa świata               | Eugene  | bieg na 100 m | eliminacje        | 10,85 |
| 2022 | Igrzyska solidarności islamskiej | Konya   | skok w dal    | 2. miejsce        | 7,86  |
| 2023 | Halowe mistrzostwa Azji          | Astana  | skok w dal    | el. – 14. miejsce | 7,13  |

## Rekordy życiowe
- bieg na 100 metrów – 10,37 (4 czerwca 2022, Taszkent) rekord Tadżykistanu
- skok w dal (hala) – 6,86 (17 grudnia 2022, Astana)
- skok w dal (stadion) – 7,86 (12 sierpnia 2022, Konya)